# Gonialosa manmina
Gonialosa manmina és una espècie de peix pertanyent a la família dels clupeids present a Sri Lanka, l'Índia (el riu Ganges i d'altres rius a Orissa, Uttar Pradesh, Bengala Occidental i Assam) i Bangladesh.
És un peix d'aigua dolça i salabrosa, pelàgic, amfídrom i de clima tropical (29°N-21°N).
És inofensiu per als humans.
Pot arribar a fer 14,1 cm de llargària màxima. Té 22-28 radis tous a l'aleta anal.